# Pedicularis
Pedicularis és un gènere amb 982 espècies de plantes de flors pertanyent a la família Orobachaceae.

## Espècies seleccionades
- Pedicularis abrotanifolia
- Pedicularis acaulis
- Pedicularis achilleaefolia
- Pedicularis acmodonta
- Pedicularis adamsii
- Pedicularis adscendens
- Pedicularis adunca
- Pedicularis comosa L.
- Pedicularis flammea
- Pedicularis foliosa
- Pedicularis hirsuta
- Pedicularis lapponica
- Pedicularis oederi
- Pedicularis palustris
- Pedicularis rostratospicata (Crantz)
- Pedicularis sceptrum-carolinum
- Pedicularis sylvatica